# Listă de scriitori scoțieni
Aceasta este o listă de scriitori scoțieni.

## B
- Iain Banks
- sir James Matthew Barrie
- David Brewster

## C
- Thomas Carlyle
- Archibald Joseph Cronin

## G
- John Galt

## L
- Andrew Lang

## M
- Alistair MacLean
- David Macbeth Moir

## S
- Walter Scott
- Robert Louis Stevenson